# ایستگاه راه‌آهن تبریز

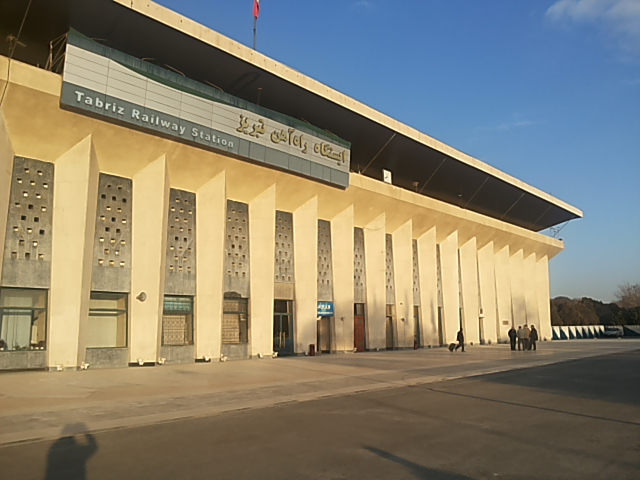
ایستگاه راه‌آهن تبریز

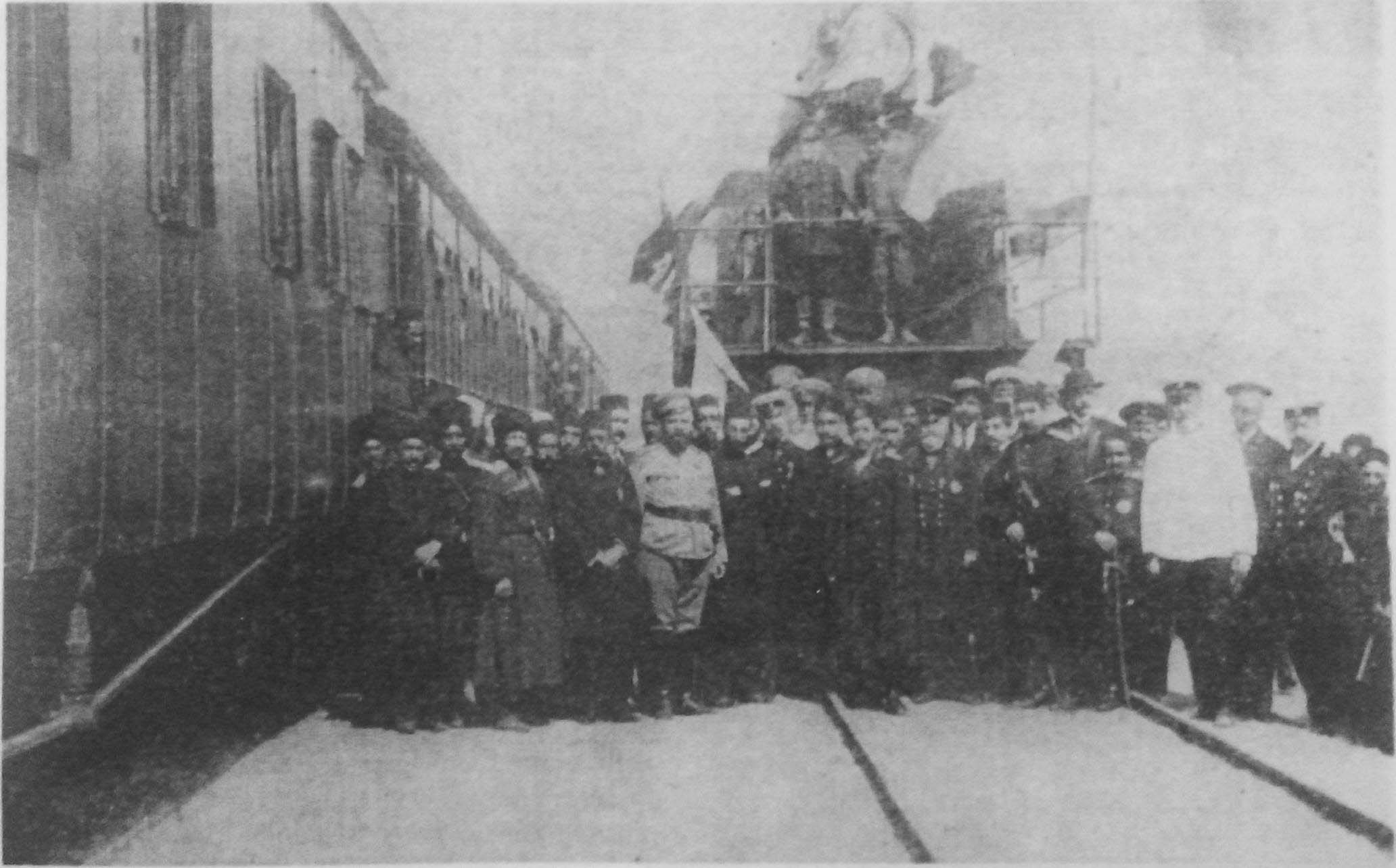
تصویری قدیمی از ایستگاه راه‌آهن تبریز در سال ۱۲۹۲ خورشیدی. این خط نیز با همکاری مهندس میرزا علی اصغر ستارزاده جهدی که به زبان‌های روسی ارمنی انگلیسی فرانسه و… مسلط بود به بهره‌برداری رسید مهندس ستارزاده جهدی تحصیل کرده انگلستان در رشته مهندسی مکانیک بود اولین قطار روسی، روزی که وارد ایستگاه راه‌آهن تبریز شد. محمدحسن میرزا ولیعهد و عده‌ای از مقامات محلی حکومت ایالتی آذربایجان و افسران روسیه تزاری و مهندسین راه‌آهن آن کشور در مراسم روز ورود نخستین قطار روسی به ایستگاه راه‌آهن تبریز شرکت داشتند.

ایستگاه راه‌آهن تبریز در سال ۱۲۹۵ خورشیدی با بهره‌برداری از محور تبریز-جلفا به‌طول ۱۴۹ کیلومتر در تبریز افتتاح شد؛ و پس از آن در سال ۱۳۳۷ خورشیدی محور تبریز-تهران به‌طول ۷۴۸ کیلومتر به بهره‌برداری رسید. این بنا در تاریخ ۱۳۹۶/۲/۱۱ خورشیدی به شمارهٔ ۳۱۷۰۳ در فهرست آثار ملی ایران به ثبت رسیده‌است.
طراح اولیه این ایستگاه معمار فرانسوی فرنان پویون می‌باشد. طراح ساختمان جدید این ایستگاه حیدر غیایی بوده‌است. این ساختمان در اسفند ماه ۹۵ به ثبت ملی رسید. از ویژگی‌های برجستهٔ ایستگاه راه‌آهن تبریز می‌توان به ترابری بین‌المللی کالا به ترکیه و اروپا از طریق محور تبریز-رازی، ترابری بین‌المللی کالا به جمهوری خودمختار نخجوان از طریق محور تبریز-جلفا و تنها خط برقی راه‌آهن در ایران (خط برقی تبریز-جلفا) اشاره کرد.

## خط راه‌آهن
- خط راه‌آهن تهران-تبریز
- خط راه‌آهن میانه-بستان‌آباد-تبریز
- خط راه‌آهن تبریز-جلفا (de)
- خط راه‌آهن -وان-صوفیان(-تبریز) (tr)